# Apoasphondylia
Apoasphondylia är ett släkte av tvåvingar. Apoasphondylia ingår i familjen gallmyggor.
Kladogram enligt Catalogue of Life:
| Apoasphondylia | \| \| Apoasphondylia orientalis \| \| \| \| \| \| Apoasphondylia vernoniae \| \| \| \| |
|                | \| \| Apoasphondylia orientalis \| \| \| \| \| \| Apoasphondylia vernoniae \| \| \| \| |
|                | Apoasphondylia orientalis                                                              |
|                |                                                                                        |
|                | Apoasphondylia vernoniae                                                               |
|                |                                                                                        |